# Blanka I av Navarra
Blanka I av Navarra, född 3 juli 1387, död 1 april 1441, var regerande drottning av Navarra från 1425 till 1441 gemensamt med sin make och medregent, Johan II av Aragonien.  Hon var också icke regerande drottning av Sicilien som gift med Martin I av Sicilien, och ställföreträdande regent på Sicilien 1404-05, och 1408-1415. 

## Biografi
Blanka var den andra dottern och det nästa äldsta barnet till Karl III av Navarra och Eleonora av Kastilien. 
Den 21 maj 1402 blev hon gift genom ombud med Martin den yngre, kung av Sicilien och kronprins av Aragonien, och den 26 december 1402 ägde en andra vigsel rum på Sicilien. Martin hade blivit kung av Sicilien genom sitt första äktenskap med Maria I av Sicilien, men saknade tronarvingar. 

### Sicilien
Blanka fick ett missfall vid tolv års ålder, och hennes far framlade klagomål på hennes bristande standard på Sicilien. Hon var Siciliens regent från oktober 1404 till augusti 1405 under Martins frånvaro i Aragonien, där han var tronföljare. Hon tvingades under detta regentskap ta itu med ett uppror. 1406 födde hon en son, som blev Siciliens tronarvinge, men han avled året därpå. 
I augusti 1408 blev hon återigen Siciliens regent under makens krigståg mot Sardinien. När han avled i juli 1409, övergick Siciliens tron till hans far, kung Martin I av Aragonien, som lät henne kvarstå som ställföreträdande regent. De tronstrider som utbröt i Aragonien efter Martins död 1410 påverkade inte Blankas regering på Sicilien, där hon hade blivit populär som symbol för Siciliens självständighet mot Aragonien. 
Flera förslag på äktenskap framställdes: ett handlade om ett ingifte i det portugisiska kungahuset, som på så sätt ville inlemma Sicilien med Portugal, och ett annat handlade om att gifta bort henne med en sicilianare, Nicolas Peralta, en ättling till det sicilianska kungahuset, och därmed säkerställa Siciliens oberoende. Bernardo Cabrera försökte kidnappa henne för att tvinga henne till detta sistnämnda, men försöket misslyckades och han blev tillfångatagen och ställd inför rätta som upprorsmakare. Blanka undvek hela tiden att kalla in utländsk hjälp, för att bevara rikets oberoende. 
År 1413 förändrades Blankas situation, när hennes syster Johanna avled och hon själv därmed blev Navarras tronföljare, och hennes föräldrar uppmanade henne att återvända till Navarra. 

### Navarra
När Ferdinand I av Aragonien slutligen segrade i kampen om Aragoniens tron 1415 ställdes dock Sicilien slutgiltigt under aragonsk överhöghet, och hennes regentskap upphörde 21 november samma år. I april 1415 lämnade Blanka Sicilien och återvände till Navarra, där hon den 28 oktober 1415 svors in och mottog trohetsederna som Navarras tronarvinge i Olite. Blanka gifte sig den 18 juni 1420 i Pamlona med den aragonske kungens andre son, den sju år yngre hertig Johan av Peñafiel. Efter bröllopet bosatte sig paret i Castillo de Peñafiel i Penafiel, men de återvände 1422 på begäran av hennes far. 
Den 8 september 1425 efterträdde Blanka sin far som Navarras monark, med sin make som medregent. Paret krönts till regerande drottning och kung av Navarra i  i katedralen i Pamplona 15 maj 1429. Blanka ska ha dominerats av sin make, som ska ha haft en viljestark och dominant karaktär, och hans konflikt med Kastilien 1428-29 ledde till landförluster för Navarra. Blanka avled efter sexton år som regerande drottning. Efter hennes död vägrade maken att tillåta först deras son, och sedan deras dotter Blanka att efterträda henne: först efter makens död 1479 kunde Blankas yngsta dotter tillträda tronen.

## Barn
- Martin av Sicilien (1406–1407)
- Carlos av Viana (1421–1461), vägrades tillträda tronen av sin far och dödades efter ett inbördeskrig 1451-61.
- Juana av Aragonien (1423–1425)
- Blanka II av Navarra (1420–1464) som var gift med Henrik IV av Kastilien. Äktenskapet fullbordades aldrig och Henry sökte och fick skilsmässa efter 13 års äktenskap. Blanka ärvde formellt tronen i Navarra, men fängslades och blev senare förgiftad.
- Eleonora, drottning av Navarra.